# Eichordnung
Die Eichordnung regelte ergänzend zum Eichgesetz die Eichung von Messgeräten. Sie wurde mit Wirkung vom 1. Januar 2015 durch die Mess- und Eichverordnung (BGBl. 2014 I S. 2010) abgelöst.
Die zuletzt gültige Eichordnung war am 12. August 1988 durch den Bundesminister für Wirtschaft erlassen worden. Mit der Änderungsverordnung vom 8. Februar 2007 (BGBl. I S. 70) wurde sie an die Anforderungen der Europäischen Messgeräterichtlinie (MID) angepasst und trat mit der Mess- und Eichverordnung außer Kraft.
In der Eichordnung wurden die Einzelheiten zu den speziellen Vorschriften und zulässigen Messunsicherheiten für die einzelnen Messgerätearten festgelegt. Dies geschah insbesondere in den insgesamt 23 Anlagen der Verordnung. Unter anderem wurden die Eichfehlergrenzen, Eichgültigkeiten und Nacheichung geregelt. Die Eichordnung nahm hierbei vielfach Bezug auf die von der Physikalisch-Technischen Bundesanstalt aufgestellten Anforderungen und technischen  Normen.